# Saint-Gilles-Vieux-Marché
Saint-Gilles-Vieux-Marché település Franciaországban, Côtes-d’Armor megyében. Lakosainak száma 315 fő (2022. január 1.). Saint-Gilles-Vieux-Marché Caurel, Merléac, Le Quillio, Saint-Martin-des-Prés, Saint-Mayeux és Guerlédan községekkel határos.

## Népesség
A település népessége az elmúlt években az alábbi módon változott:
| Lakosok száma | 543  | 415  | 324  | 315  | 323  | 343  | 354  | 358  | 342  | 315  |
|               | 1968 | 1982 | 1990 | 2006 | 2013 | 2015 | 2017 | 2019 | 2020 | 2022 |